# Setaleyrodes takahashia
Setaleyrodes takahashia es un hemíptero de la familia Aleyrodidae, con una subfamilia: Aleyrodinae.
Fue descrita científicamente por primera vez por Singh en 1933.